# 城北予備校
城北予備校（じょうほくよびこう）は、かつて存在した日本の予備校。東京都新宿区市ヶ谷に校舎があった。

## 概要
城北中学校・高等学校の設置者である学校法人城北学園が運営していた。城北学園が設置した城北埼玉中学校・高等学校（現在は城北埼玉学園）の初代校長には、城北予備校の校長が着任している。

## 沿革
- 1935年 - 東京府立第四中学校長・深井鑑一郎が、四中補習科より分離する形で城北高等補習学校を設立。旧制高等学校などへの入学を目指す者に門戸を開いた。
- 1951年 - 引き続き、市ヶ谷の用地で城北予備校として改めて開校。
- 1987年 - 廃校。